# Jessica Sanchez
Jessica Elizabeth Sanchez (Chula Vista, California, 4 de agosto de 1995) es una cantante estadounidense de ascendencia mexicana y filipina. Fue subcampeona de la undécima temporada del reality show American Idol, y actualmente tiene un contrato con 19 Recordings e Interscope Records. Su tono de voz es Mezzosoprano. Su padre es mexicano y su madre filipina, a la vez ella posee también la nacionalidad de ambos países de sus padres.

## Filmografía
| Año  | Título | Papel        | Notas                       |
| ---- | ------ | ------------ | --------------------------- |
| 2013 | Glee   | Frida Romero | Invitada (cuarta temporada) |